# Gavernera
Gavernera, de vegades grafiat Gavarnera, és un indret i partida rural del terme municipal d'Abella de la Conca, a la comarca del Pallars Jussà, en territori del poble de Bóixols.
Està situada al nord i nord-est de Bóixols, damunt de les masies més altes d'aquell rodal: Cal Moià, Cal Mascarell, etcètera. És al sud del Cap de Plan-de-riba, que corona el paratge de Gavernera. Es tracta de tot el vessant meridional del sector oriental de la Serra de Carreu. El seu límit nord és aquesta serra i la partida de Matacoix, el de llevant, el límit del terme municipal, el meridional, la partida del Serrat del Sastre i el de ponent, la de Giribars.
Comprèn les parcel·les 290 a 292 del polígon 2 i 10, 11 a 40, 42 a 65 i 67 a 69 del polígon 4 d'Abella de la Conca, i consta de 222,9315 hectàrees amb predomini de pastures i alguns trossos de conreu de secà.
Pertanyen a aquesta partida, tot i que situades just en el seu límit meridional, algunes de les masies de la muntanya de Bóixols: Cal Gravat del Cerdà, Cal Mestre, Cal Mascarell, Cal Gonella, Cal Badià i Cal Moià.

## Etimologia
Joan Coromines associa Gavarnera i Gavernera a Gavarrera. Totes dues són variants diferents del nom de la planta de la gavarra, i tenen el significat de serrat embardissat. Aquest mot és d'origen iberobasc, associat amb el bas gaparra (esbarzer).